# Mazurek Dąbrowskiego
Mazurek Dąbrowskiego (cunoscută în română drept Mazurca lui Dąbrowski sau Mazurca lui Dombrowski) este imnul național al Poloniei, scris de Józef Wybicki în anul 1797.
Denumit inițial Pieśń Legionów Polskich we Włoszech („Cântecul legiunilor poloneze în Italia”), este de asemenea cunoscut de polonezi ca Jeszcze Polska nie zginęła sau „Polonia nicidecum nu a pierit” — după primul vers al poemului.

## Istoric
Scris de poetul și generalul polonez Józef Wybicki în luna iulie a anului 1787 — la numai doi ani de la cea de-a treia împărțire a Poloniei —, în orașul italian Reggio Emilia, în vremea în care se afla în Italia alături de generalul Jan Henryk Dąbrowski, avea scopul de a ridica moralul trupelor poloneze de voluntari, venite în sprijinul lui Napoleon Bonaparte.
Popularitatea cântecului a condus la o pletoră de variațiuni, cântate de patrioții polonezi în diferite conjuncturi — în timpul răscoalelor din noiembrie 1830, din ianuarie 1863 etc. În timpul revoluțiilor europene de la 1848, a devenit un imn revoluționar prin Europa, în special la Berlin, Viena, Praga și Paris. Acest lucru a condus la scrierea imnului Hej, Slováci de către poetul slovac Samuel Tomašik, bazat pe linia melodică a Mazurcii lui Dąbrowski, care mai târziu a fost adoptat de Primul congres panslav, desfășurat la Praga, ca imn al mișcării panslave. În timpul celui de-al Doilea Război Mondial, o traducere a acestui imn a devenit imnul național al Iugoslaviei. O altă versiune a acestui imn o reprezintă Șumi Marița, imnul național al Bulgariei între anii 1886 și 1944. Când Polonia și-a recăpătat independența, în anul 1918, Mazurek Dąbrowskiego a devenit imnul de fapt, fiind recunoscut oficial drept imn național al celei de-a Doua Republici Poloneze în anul 1926.